# گونش (بیلقان)
گونش (به لاتین: Günəş) یک منطقه مسکونی در جمهوری آذربایجان است که در شهرستان بیلقان واقع شده است. گونش ۸۹۰ نفر جمعیت دارد.